# Ji Peng
Ji Peng (chinesisch 季鹏, Pinyin Jì Péng; * 1. Januar 1996) ist ein  chinesischer Eishockeyspieler, der zuletzt bis 2020 bei ORG Peking in der russischen Wysschaja Hockey-Liga gespielt hat.

## Karriere
Ji Peng begann seine Karriere als Eishockeyspieler bei der Mannschaft aus Harbin, mit der er 2011 chinesischer Meister wurde. 2013 wechselte er zu China Dragon, der einzigen chinesischer Mannschaft in der Asia League Ice Hockey, wo er sich aber nicht durchsetzen konnte. So spielt er von 2014 bis 2017 wieder für das Amateurteam aus Harbin. 2017 unternahm er beim neu gegründeten Tsen Tou Jilin aus der russischen Wysschaja Hockey-Liga einen erneuten Anlauf im Profieishockey, der jedoch nach sieben Spielen beendet war. In der Saison 2019/20 spielte er bei ORG Peking ebenfalls in der Wysschaja Hockey-Liga.

### International
Für China nahm Ji Peng im Juniorenbereich an den U18-Weltmeisterschaften 2011 und 2012 in der Division II und 2013, als er als bester Stürmer des Turniers und bester Spieler seiner Mannschaft zum direkten Wiederaufstieg der Chinesen beitrug, in der Division III sowie den U20-Titelkämpfen 2012 und 2013 in der Division III und 2014 in der Division II teil. Außerdem vertrat er seine Farben 2012 beim U20-Turnier des Challenge Cups of Asia.
Mit der Herren-Nationalmannschaft spielte der Angreifer bei den Weltmeisterschaften der Division II 2013, 2014, 2015, 2016 und 2017. Zudem vertrat er seine Farben bei der Olympiaqualifikation für die Winterspiele in Pyeongchang 2018.

## Erfolge und Auszeichnungen
- 2011 Chinesischer Meister mit der Mannschaft aus Harbin
- 2013 Aufstieg in die Division II, Gruppe B, bei der U18-Weltmeisterschaft der Division III, Gruppe A
- 2013 Bester Stürmer bei der U18-Weltmeisterschaft der Division III, Gruppe A.
- 2013 Aufstieg in die Division II, Gruppe B, bei der U20-Weltmeisterschaft der Division III
- 2015 Aufstieg in die Division II, Gruppe A, bei der Weltmeisterschaft der Division II, Gruppe B
- 2017 Aufstieg in die Division II, Gruppe A, bei der Weltmeisterschaft der Division II, Gruppe B

## Asia-League-Statistik
(Stand: Ende der Saison 2013/14)